# Anton Chr Houens plass

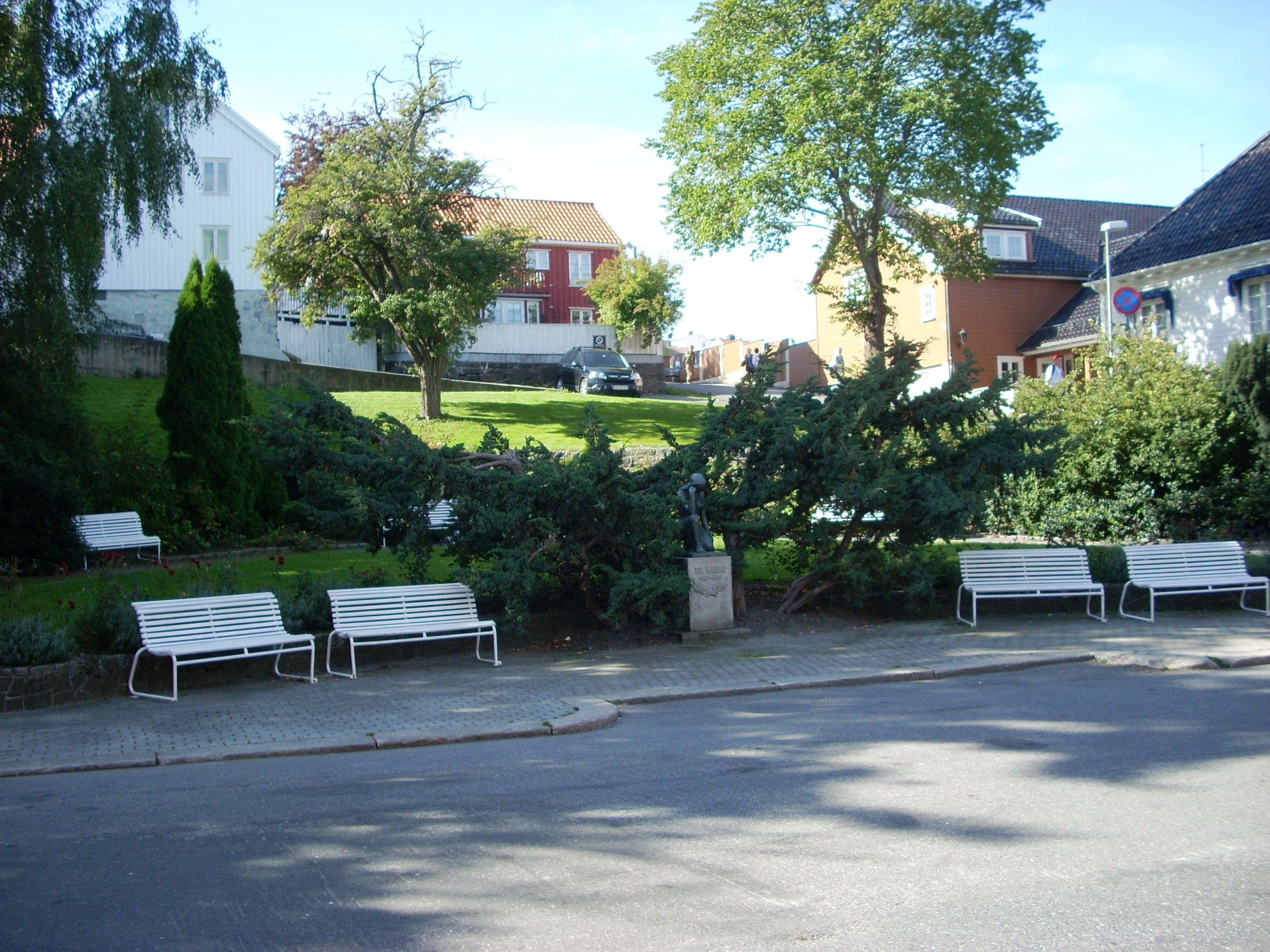
Anton Chr Houens plass, med statyn "Meditasjon"

Anton Chr Houens plass är en minneslund i Arendal över de fallna i andra världskriget. 
Parken ligger bakom Trefaldighetskyrkan, och var tidigare platsen där de två första kyrkorna i Arendal stod (från 1670 till ca 1890) och stadens kyrkogård. Den andra kyrkan revs efter att dagens kyrka färdigställdes 1888, och kyrkogården flyttades till Arendals kyrkogård 1814.
I minneslunden står statyn "Meditasjon" av Trygve Dammen, och på sockeln står inskriften: "TIL MINNE 1940–1945". Statyn restes 1955.
Minneslunden är uppkallad efter arendaliten Anton Christian Houen (1823–1894), som skänkte pengar till en ny orgel i dagens kyrka vid invigningen, samt målningen "Kongenes tilbedelse" från 1600-talet, som hänger i kyrkan.